# Митрополит дабробосански Николај
Николај (световно Гојко Мрђа, Крња Јела код Босанског Петровца, 30. август 1928 — Фоча, 27. октобар 2015) био је митрополит дабробосански и епископ далматински.

## Биографија
Рођен је од оца Милана и мајке Милице (девојачко Кубурић). На крштењу је добио име Гојко. Као питомац Српског привредног друштва Привредник на препоруку смољанског пароха одлази 19. децембра 1940. године у Смедеревску Паланку на школовање. Послије ниже гимназије уписује се на Богословију у Призрену 1946. године. Монашки постриг примио је 1953. године у манастиру Копорину, од стране јеромонаха Кирила Врге. На монашењу је добио име Николај. Те исте године, 30. септембра, Епископ браничевски Хризостом рукоположио га је у чин јерођакона, а Патријарх српски Герман, 10. маја 1961. године, у чин јеромонаха. Послије Богословије уписао се на Богословски факултет у Београду 1953, који је завршио у редовном року. Желио је послије студија да настави усавршавање у Грчкој, али му тадашње власти нису издале пасош. Умјесто одласка у Грчку, Свети архијерејски синод Српске православне цркве га 1957. поставља за суплента у Богословији Светог Саве у манастиру Раковици у Београду, и на тој дужности је остао до 1964. године. У међувремену је положио професорски испит 1963. године.
Године 1964. Свети архијерејски синод му повјерава обнављање Богословије у манастиру Крки. Доласком у манастир Крку вршио је дужност управника двогодишње Богословије, старјешине манастира и пароха манастирске парохије. Отварањем 1966. петоразредне Богословије постављен је за њеног ректора.

## Епископ
На овој дужности је остао до 1973, када је изабран за аустралијско-новозеландског епископа. Дошавши у Аустралију организује епархијска тијела, доводи и рукополаже нове свештенике, оснива нове парохије, подиже и освећује нове цркве, купује земљу на којој ће оснивати црквене центре. На једном таквом земљишту подигао је манастир Светог Саве, конак и старачки дом. Основао је прво српско гробље у Аустралији. На Новом Зеланду оснива манастир Успења Пресвете Богородице (то је први православни манастир у историји Новог Зеланда).
Свети архијерејски сабор Српске православне цркве га је 1978. изабрао за епископа далматинског. Поред својих епархијских дужности једно вријеме је вршио дужност ректора Богословије у манастиру Крки. У то вријеме, највише његовим залагањем, подигнута је нова зграда Богословије. Док је управљао Далматинском епархијом саграђено је седам нових цркава и шест црквених објеката. Покренуо је 1988. часопис Истина. Администрирао је обновљеном Бихаћко-петровачком епархијом. За годину и по дана организовао је у потпуности епархију и предао је своме насљеднику епископу Хризостому.

## Митрополит
На редовном засједању Светог архијерејског сабора 1992, епископ Николај је изабран за митрополита дабробосанског са сједиштем у Сарајеву. Епархију је преузео у вријеме избијања рата у Босни и Херцеговини. Због ратних дејстава у Сарајеву митрополит Николај је одлучио да за сједиште митрополије изабере Соколац. У том изузетно тешком времену стрпљиво ради на реализацији одлуке Светог архијерејског сабора из 1967, на отварању Духовне академије. Од власти Републике Српске добија за потребе школе зграде у Фочи. Тако је Духовна академија Светог Василија Острошког почела са радом 1994. године. У Духовној академији митрополит Николај од почетка врши дужност проректора и предаје црквено пјевање. Његовим залагањем у просторијама Академије је смјештена избјегла Богословија Света Три Јерарха из манастира Крке. Послије обнављања Богословије у манастиру Крки, Богословија у Фочи је посвећена Светом Петру митрополиту сарајевском. Дужност ректора у Богословији врши митрополит Николај. Од 1997. митрополит Николај предаје Свето писмо Новог Завјета у Музичкој академији Универзитета у Источном Сарајеву. Његовим залагањем покренут је епархијски лист „Дабар”.
Поред епархијских обавеза као и обавеза у поменутим школама, митрополит Николај налази времена и да пише. Аутор је књига: „Увод у Свето писмо Новог Завјета”, „Тумачење Јеванђеља по Матеју”, „Тумачење посланице Римљанима”, „Тумачење посланица I и II Коринћанима”, „Тумачење посланица I и II Тимотеју, Титу и Филимону”, „Тумачење посланице Јеврејима”, „Тумачење Саборних посланица” и „Господ Исус Христос као Цар у Старом и Новом Завјету”. Имајући у виду богословско-научни и просвјетни рад митрополита Николаја, Наставно-научно вијеће Богословског факултета у Београду додијелило му је титулу почасног доктора богословских наука. Диплома му је уручена 30. јуна 1999. на Богословском факултету у Београду.
За ово вријеме од када се налази на катедри сарајевских митрополита обновљено је више црква порушених у последњем рату. Подигнут је и један број нових храмова. Реновирана је зграда митрополије у Сарајеву. Рукоположио је више свештеника које је поставио на парохије у Федерацији Босне и Херцеговине, са жељом да се задржи преостали српски живаљ на тим просторима. Стрпљиво ради на занављању монашког кадра, као и црквених грађевина у манастиру Добруну. Члан је Међурелигијског вијећа Босне и Херцеговине.
Упокојио се у Господу на празник Преподобне Параскеве, у универзитетској болници у Фочи 27. октобра 2015. године. Сахрањен је у манастиру Добрун 30. октобра 2015.

## Признања
- Орден Његоша првог реда, додељен на Видовдан 1993. године (Република Српска)[4]
- Орден Републике Српске, додељен 2012. године (Република Српска)[5]
- Орден Светог краља Милутина (Српске православне цркве)[6]
- Златни орден сокола, ССД Соко, 2008. године